# Mirosław Radecki
Mirosław Aleksander Radecki (ur. 10 lipca 1946) – polski działacz samorządowy i społeczny, prezydent Białej Podlaskiej w latach 1990–1994.

## Życiorys
W kadencji 1990–1994 pełnił funkcję pierwszego niekomunistycznego prezydenta Białej Podlaskiej. Z ramienia KWW Akcja Samorządowa Andrzeja Czapskiego kandydował do bialskiej rady miejskiej m.in. w 2002 (zastąpił wówczas wybranego na prezydenta Andrzeja Czapskiego) i 2006. W kolejnych latach był związany m.in. ze stowarzyszeniem „Demokracja i Samorządność” oraz zasiadał w radzie nadzorczej przedsiębiorstwa energetyki cieplnej w Białej Podlaskiej. Został także inicjatorem wydarzeń kulturalnych, m.in. Muzycznego Klubu Seniora w Białej Podlaskiej i wmurowania w ścianie dworca tablicy pamiątkowej poświęconej Czesławowi Niemenowi.